# Secure-IC
Secure-IC est une entreprise française spécialisée dans les solutions de cybersécurité pour les systèmes embarqués et les objets connectés. Les bureaux sont situés à Rennes, Paris, Singapour, Tokyo, San Francisco, Oujda, Taiwan et Shanghai.

## Histoire
Secure-IC a été fondée en 2010 comme essaimage de Télécom Paris avec pour vision de développer des solutions de sécurité robustes afin de faire face aux menaces croissantes pesant sur les systèmes embarqués. Le siège social de l'entreprise est situé à Cesson-Sévigné (Bretagne), avec des bureaux et des centres de recherche supplémentaires à Paris, Belgique, Singapour, Tokyo, San Francisco, Oujda, Taiwan et Shanghai. Depuis sa création, Secure-IC a connu une croissance rapide, s'établissant en tant que fournisseur de solutions de sécurité pour une gamme diversifiée d'industries: automobile, défense, santé, automatisation des usines, etc.
En novembre 2022 Secure-IC réalise l'acquisition de l'activité sécurité de la société belge Silex Insight. Quelques mois avant la société bretonne avait annoncé le bouclage de sa première levée de fonds à 20 millions d'euros.

## Services et solutions de cybersécurité
Secure-IC propose un portefeuille de solutions de sécurité conçues pour protéger l'intégrité, la confidentialité et l'authenticité des systèmes embarqués. Leurs produits et services comprennent:

### Éléments sécurisés et circuits intégrés
Secure-IC développe des éléments sécurisés et des circuits intégrés qui incorporent des fonctionnalités de sécurité avancées, directement embarqués dans le matériel. Ces composants visent une protection contre divers types d'attaques, telles que les attaques par canaux auxiliaires, les injections de fautes et les tentatives de manipulation, sans compromettre la performance des appareils.

### Évaluation et Certification de sécurité
Secure-IC propose des services d'évaluation et de certification de sécurité pour évaluer la robustesse des circuits intégrés et des systèmes électroniques face aux potentielles menaces. Ces évaluations et tests de pénétration ont pour objectif identifier les vulnérabilités et garantir la conformité aux normes et réglementations de l'industrie (Common Criteria, FIPS 140-3, ISO/IEC, PSA Certified, entre autres).

## Applications Industrielles
Les solutions de Secure-IC trouvent des applications dans un large éventail d'industries, notamment :
- Internet des objets (IdO)
- Automobile
- Appareils mobiles et cartes à puce
- Systèmes de contrôle industriels
- Défense[10] et aérospatiale
- Systèmes de paiement et bancaires

## Partenariats et Collaborations
Secure-IC collabore avec des partenaires industriels,, des institutions de recherche et des organismes de normalisation pour faire progresser le domaine de la sécurité des systèmes embarqués. En participant à des projets de recherche collaboratifs et à des initiatives de développement de normes, Secure-IC vise contribuer à l'établissement de meilleures pratiques et à l'adoption de mesures de sécurité robustes dans toutes les industries.

## Reconnaissance et Récompenses
Secure-IC a reçu plusieurs distinctions pour ses solutions de cybersécurité innovantes et ses contributions au domaine de la sécurité des systèmes embarqués. Celles-ci comprennent Champions de la croissance 2022 établi par Les Échos, 2ème du Top 10 de 100brevets.tech des Inventeurs de la French Tech 2019, Business France Awards 2019, catégorie Solution BtoB, prix SESAME 2013, catégorie «Manufacturing & tests», entre autres.